# Erwein II von der Leyen
 (septembre 2022).
Si vous disposez d'ouvrages ou d'articles de référence ou si vous connaissez des sites web de qualité traitant du thème abordé ici, merci de compléter l'article en donnant les références utiles à sa vérifiabilité et en les liant à la section « Notes et références ».
Erwein II Theodor Philipp Damian prince von der Leyen und zu Hohengeroldseck, né le 31 mars 1863 à Munich et mort le 18 septembre 1938 à Waal) est un prince allemand.

## Ascendance
Erwein II est le fils du prince Philipp II von der Leyen (1819-1882) et de son épouse Adelheid née princesse de Thurn und Taxis (1829-1888).

## Biographie
En 1882, il devient prince de la Leyen et comte d'Hohengeroldseck.
En 1906, il est fait Grand-croix de l’ordre du Lion de Zähringer.
En 1918, à l'effondrement de l'Empire Allemand ses titres deviennent purement symboliques.

## Descendance
Le prince Erwein épouse la princesse et comtesse de Salm-Reifferscheidt-Krautheim et Dyck (née le 17 avril 1867 à Herrschberg; † 4 avril 1944 à Waal) le 22 mai 1890 au château de Dyck.
Ils ont six enfants, dont seulement deux fils et trois filles atteignent l’âge adulte. 
- Marie Christine Adelheid Josepha Ignatia (née le 29 mars 1892 à Waal; † le 9 février 1964 à Munich) ⚭ le 8 février 1920 à Waal: Hans Dietrich Freiherr von Freyberg-Schütz zu Holzhausen (* 24 janvier 1886 à Unterknöringen; † 27 septembre 1965 à Munich)
- Marie Adelheid Eugenie Rosa Josepha Gabriele (26 avril 1893 † 17 juillet 1975)
- Erwein (III. Otto Philipp Leopold Franz Joseph Ignatius Prinz, depuis 1938 Fürst von der Leyen und zu Hohengeroldseck (* 31 août 1894 à Waal; † 13 février 1970 à Rome) ⚭ 10 janvier 1924 à Rome: Donna Maria Nives Ruffo dei Principi della Scaletta (* 16 août 1898 à Rome; † 6 août 1971 à Rome)
- Marie Gabriele Rosa Verena Blanche Josepha Franziska (née le 4 novembre 1895; † le 30 mars 1971 à Waal)
- Ferdinand Maria Erwein Harthard Antonius Michael Joseph Prinz von der Leyen und zu Hohengeroldseck (né le 5 mai 1898 à Waal; † le 9 septembre 1971 à Munich)